# Иволги
И́волги (лат. Oriolus) — род певчих птиц семейства иволговых, обитающих преимущественно в тропическом и субтропическом климате восточного полушария. На территории России гнездятся 2 вида — обыкновенная иволга на западе страны до бассейна Енисея и Западного Саяна, и китайская черноголовая иволга на Дальнем Востоке.

## Описание
Представители рода имеют длину около 25 см, и наблюдается выраженный половой диморфизм. Самцы ярко окрашены в жёлто-чёрный или красно-чёрный цвет, в то время как более невзрачные самки обычно серо-зелёного цвета.

## Виды
В состав рода включают 32 вида:
| Изображение | Русское название              | Научное название       | Распространение |
| ----------- | ----------------------------- | ---------------------- | --- |
|             | Иволга Изабеллы               | Oriolus isabellae      | эндемик филиппинского острова Лусон. Таксон в критическом состоянии (категория CR)                                                                       |
|             | Иволга Форстена               | Oriolus forsteni       | влажные тропические леса Индонезии. |
|             | Буруйская иволга              | Oriolus bouroensis     | влажные тропические леса Индонезии. |
|             | Хальмахерская иволга          | Oriolus phaeochromus   | влажные тропические леса Индонезии. |
|             | Полосатая иволга              | Oriolus sagittattus    | открытые леса и редколесья северной и восточной Австралии и Новой Гвинеи.                                                                                |
|             | Тиморская иволга              | Oriolus melanotis      | влажные и засушливые леса Индонезии и Восточного Тимора, мангровые заросли.                                                                              |
|             |                               | Oriolus finschi        | Малые Зондские острова (острова Ветар и Атауро) |
|             |                               | Oriolus decipiens      | Эндемик островов Танимбар |
|             | Бурая иволга                  | Oriolus szalayi        | засушливые и влажные леса Индонезии и Новой Гвинеи, мангровые заросли.                                                                                   |
|             | Мангровая иволга              | Oriolus flavocinctus   | густые леса Австралии и Новой Гвинеи. |
|             | Малиновогрудая иволга         | Oriolus cruentus       | Индонезия, Малайзия. |
|             |                               | Oriolus consanguineus  | Малайзия, Суматра, Борнео. |
|             | Чёрная иволга                 | Oriolus hosii          | Малайзия, влажные горные леса. Вид, близкий к переходу в группу угрожаемых.                                                                              |
|             | Кровавая иволга               | Oriolus trailili       | Бангладеш, Бутан, Камбоджа, Китай, Пакистан, Индия, Лаос, Мьянма, Непал, Тайвань, Таиланд и Вьетнам.                                                     |
|             | Серебряная иволга             | Oriolus mellianus      | Камбоджа, Китай и Таиланд. «Исчезающие» (EN) |
|             |                               | Oriolus xanthornus     | Южная и Юго-Восточная Азия от Индии и Шри-Ланки до Индонезии. Открытые леса, культивируемые ландшафты.                                                   |
|             | Пестробокая иволга            | Oriolus xanthonotus    | влажные тропические леса. Бруней, Индонезия, Малайзия, Мьянма, Филиппины, Сингапур и Таиланд. Вид, близкий к переходу в группу угрожаемых (категория NT) |
|             |                               | Oriolus consobrinus    | Борнео и юго-запад Филиппин. |
|             |                               | Oriolus steerii        | Эндемик Филиппин |
|             | Филиппинская иволга           | Oriolus albiloris      | влажный тропический лес, Филиппины. |
|             | Зеленоголовая иволга          | Oriolus chlorocephalus | леса Кении, Малави, Мозамбика и Танзании. |
|             | Синекрылая иволга             | Oriolus brachyrhynchus | центральная Африка. Влажный тропический лес, саванна. |
|             | Большеклювая иволга           | Oriolus crassirostris  | эндемик островов Сан-Томе и Принсипи, влажные тропические леса. Уязвимый вид (категория VU)                                                              |
|             | Масковая иволга               | Oriolus larvatus       | Африка к югу от Сахары и к северу от ЮАР. Акациевые и широколиственные леса, кустарниковые заросли.                                                      |
|             | Иволга-монашенка              | Oriolus monacha        | Эритрея и Эфиопия, засушливый лес. |
|             |                               | Oriolus percivali      | Сьерра-Леоне и Либерия до Южного Судана, Уганды, ДР Конго и Анголы.                                                                                      |
|             | Чернокрылая иволга            | Oriolus nigripennis    | центральная Африка. Влажные тропические леса, мангровые заросли.                                                                                         |
|             | Африканская жёлтая иволга     | Oriolus auratus        | Африка к югу от Сахары. Густые кустарниковые заросли. |
|             |                               | Oriolus kundoo         | |
|             | Обыкновенная иволга           | Oriolus oriolus        | Северная Африка, Евразия на восток до Енисея, гор Южной Сибири и нижнего течения Ганга.                                                                  |
|             | Китайская черноголовая иволга | Oriolus chinensis      | Южная и Восточная Азия, Приморье. Разнообразные лиственные леса, сады.                                                                                   |
|             |                               | Oriolus tenuirostris   | |

В честь  латинского названия иволги назван астероид (701) Ориола, открытый в 1910 году  американским астрономом Джозефом Хелффричем в Гейдельбергской обсерватории